# Équipe d'Angola féminine de handball
Maillots
Dernière mise à jour : 06/08/2024.
L'équipe d'Angola féminine de handball représente la Fédération angolaise de handball lors des compétitions internationales, notamment aux tournois olympiques et aux championnats du monde.
Meilleure nation africaine, elle a remporté en 2022 son quinzième titre de championne d'Afrique ; elle obtient 8 victoires consécutives entre 1998 et 2012. 
Aux Jeux olympiques et aux championnats du monde, elle reste toutefois dominée par les nations européennes et n'est par parvenue à faire mieux qu'une 7e place, aux JO d'Atlanta en 1996 puis au Mondial 2007 en France. À noter que justement en 2007, elle est la première équipe féminine africaine à faire partie des huit meilleures du monde.

## Palmarès

### Titres et trophées
Le 1er mai 2000, l'équipe d'Angola devient la sélection féminine africaine la plus titrée du Championnat d'Afrique des Nations en remportant son 5e face au Congo, codétenteur du record de victoire dans la compétition avec les Angolaises. Durant les éditions suivantes, l'Angola uagmentera ce record pour le porter à 15 en 2022.
Elle détient également le record du nombres de médailles d'or (8) et de médailles totales (9) aux Jeux africains en 9 participations.
- Championnat d'Afrique des Nations (15)*
  -  x15 (1989, 1992, 1994, 1998, 2000, 2002, 2004, 2006, 2008, 2010, 2012, 2016, 2018, 2021, 2022)
  -  (1991)
  -  x2 (1996, 2014)
- Jeux africains (8)*
  -  x8 (1991, 1995, 1999, 2007, 2011, 2015, 2019, 2023)
  -  (2003)

(*) Record

### Parcours détaillé
| Année | Rang          | J             | G             | N             | P             | BP            | BC            | D             |
| ----- | ------------- | ------------- | ------------- | ------------- | ------------- | ------------- | ------------- | ------------- |
| 1976  | non qualifiée | non qualifiée | non qualifiée | non qualifiée | non qualifiée | non qualifiée | non qualifiée | non qualifiée |
| 1980  | non qualifiée | non qualifiée | non qualifiée | non qualifiée | non qualifiée | non qualifiée | non qualifiée | non qualifiée |
| 1984  | non qualifiée | non qualifiée | non qualifiée | non qualifiée | non qualifiée | non qualifiée | non qualifiée | non qualifiée |
| 1988  | non qualifiée | non qualifiée | non qualifiée | non qualifiée | non qualifiée | non qualifiée | non qualifiée | non qualifiée |
| 1992  | non qualifiée | non qualifiée | non qualifiée | non qualifiée | non qualifiée | non qualifiée | non qualifiée | non qualifiée |
| 1996  | 7e/8          | 4             | 1             | 0             | 3             | 73            | 106           | -33           |
| 2000  | 9e/10         | 4             | 0             | 0             | 4             | 98            | 137           | -39           |
| 2004  | 9e/10         | 5             | 1             | 1             | 3             | 135           | 154           | -19           |
| 2008  | 12e/12        | 5             | 0             | 1             | 4             | 109           | 147           | -38           |
| 2012  | 10e/12        | 5             | 1             | 0             | 4             | 132           | 142           | -10           |
| 2016  | 8e/12         | 6             | 2             | 0             | 4             | 143           | 159           | -16           |
| 2020  | 10e/12        | 5             | 1             | 1             | 3             | 133           | 141           | -8            |
| 2024  | 9e/12         | 5             | 1             | 1             | 3             | 131           | 154           | -23           |
| Total | 8/12          | 34            | 5             | 4             | 25            | 954           | 1140          | -186          |

| Année  | Rang                    | J                       | G                       | N                       | P                       | BP                      | BC                      | D                       |
| ------ | ----------------------- | ----------------------- | ----------------------- | ----------------------- | ----------------------- | ----------------------- | ----------------------- | ----------------------- |
| 1957   | non qualifiée           | non qualifiée           | non qualifiée           | non qualifiée           | non qualifiée           | non qualifiée           | non qualifiée           | non qualifiée           |
| 1962   | non qualifiée           | non qualifiée           | non qualifiée           | non qualifiée           | non qualifiée           | non qualifiée           | non qualifiée           | non qualifiée           |
| 1965   | non qualifiée           | non qualifiée           | non qualifiée           | non qualifiée           | non qualifiée           | non qualifiée           | non qualifiée           | non qualifiée           |
| 1971   | non qualifiée           | non qualifiée           | non qualifiée           | non qualifiée           | non qualifiée           | non qualifiée           | non qualifiée           | non qualifiée           |
| 1973   | non qualifiée           | non qualifiée           | non qualifiée           | non qualifiée           | non qualifiée           | non qualifiée           | non qualifiée           | non qualifiée           |
| 1975   | non qualifiée           | non qualifiée           | non qualifiée           | non qualifiée           | non qualifiée           | non qualifiée           | non qualifiée           | non qualifiée           |
| 1978   | non qualifiée           | non qualifiée           | non qualifiée           | non qualifiée           | non qualifiée           | non qualifiée           | non qualifiée           | non qualifiée           |
| 1982   | non qualifiée           | non qualifiée           | non qualifiée           | non qualifiée           | non qualifiée           | non qualifiée           | non qualifiée           | non qualifiée           |
| 1986   | non qualifiée           | non qualifiée           | non qualifiée           | non qualifiée           | non qualifiée           | non qualifiée           | non qualifiée           | non qualifiée           |
| 1990   | 16e/16                  | 6                       | 0                       | 0                       | 6                       | 93                      | 155                     | -62                     |
| 1993   | 16e/16                  | 6                       | 0                       | 0                       | 6                       | 103                     | 164                     | -61                     |
| / 1995 | 16e/20                  | 7                       | 1                       | 0                       | 6                       | 137                     | 198                     | -61                     |
| 1997   | 15e/24                  | 6                       | 1                       | 1                       | 4                       | 148                     | 173                     | -25                     |
| / 1999 | 13e/24                  | 6                       | 2                       | 0                       | 4                       | 144                     | 146                     | -2                      |
| 2001   | 17e/24                  | 5                       | 1                       | 0                       | 4                       | 119                     | 120                     | -1                      |
| 2003   | 16e/24                  | 5                       | 2                       | 0                       | 3                       | 167                     | 140                     | +27                     |
| 2005   | 12e/24                  | 8                       | 3                       | 0                       | 5                       | 212                     | 199                     | +13                     |
| 2007   | 7e/24                   | 10                      | 6                       | 0                       | 4                       | 326                     | 307                     | +19                     |
| 2009   | 11e/24                  | 9                       | 5                       | 0                       | 4                       | 244                     | 202                     | +42                     |
| 2011   | 8e/24                   | 9                       | 4                       | 0                       | 5                       | 242                     | 259                     | -17                     |
| 2013   | 16e/24                  | 6                       | 2                       | 0                       | 4                       | 156                     | 152                     | +4                      |
| 2015   | 16e/24                  | 6                       | 2                       | 0                       | 4                       | 172                     | 193                     | -21                     |
| 2017   | 19e/24                  | 7                       | 2                       | 0                       | 5                       | 190                     | 198                     | -8                      |
| 2019   | 15e/24                  | 7                       | 3                       | 0                       | 4                       | 198                     | 205                     | -7                      |
| 2021   | 25e/32                  | 7                       | 4                       | 1                       | 2                       | 216                     | 149                     | +67                     |
| / 2023 | 15e/32                  | 6                       | 2                       | 1                       | 3                       | 161                     | 179                     | -18                     |
| / 2025 | qualifications en cours | qualifications en cours | qualifications en cours | qualifications en cours | qualifications en cours | qualifications en cours | qualifications en cours | qualifications en cours |
| 2027   | -                       | -                       | -                       | -                       | -                       | -                       | -                       | -                       |
| Total  | 17/26                   | 116                     | 40                      | 3                       | 73                      | 3028                    | 3139                    | -111                    |

| Année | Rang                    | J                       | G                       | N                       | P                       | BP                      | BC                      | D                       |
| ----- | ----------------------- | ----------------------- | ----------------------- | ----------------------- | ----------------------- | ----------------------- | ----------------------- | ----------------------- |
| 1974  | non qualifiée           | non qualifiée           | non qualifiée           | non qualifiée           | non qualifiée           | non qualifiée           | non qualifiée           | non qualifiée           |
| 1976  | non qualifiée           | non qualifiée           | non qualifiée           | non qualifiée           | non qualifiée           | non qualifiée           | non qualifiée           | non qualifiée           |
| 1976  | non qualifiée           | non qualifiée           | non qualifiée           | non qualifiée           | non qualifiée           | non qualifiée           | non qualifiée           | non qualifiée           |
| 1981  | 7e/7                    | 3                       | 0                       | 0                       | 3                       | 36                      | 66                      | -30                     |
| 1983  | 5e/9                    | 3                       | 1                       | 0                       | 2                       | 45                      | 60                      | -15                     |
| 1985  | 5e/9                    | 6                       | 4                       | 0                       | 2                       | 118                     | 94                      | +24                     |
| 1987  | 5e/8                    | 4                       | 2                       | 1                       | 1                       | 91                      | 69                      | +22                     |
| 1989  | /6                      | 4                       | 3                       | 1                       | 0                       | 82                      | 63                      | +19                     |
| 1991  | /7                      | 6                       | 3                       | 1                       | 2                       | ??                      | ??                      | +??                     |
| 1992  | /8                      | 5                       | 4                       | 1                       | 0                       | ??                      | ??                      | +??                     |
| 1994  | /6                      | 4                       | 3                       | 0                       | 1                       | ??                      | ??                      | +??                     |
| 1996  | /7                      | 5                       | 3                       | 0                       | 2                       | 135                     | 118                     | +17                     |
| 1998  | /6                      | 4                       | 3                       | 1                       | 0                       | 127                     | 80                      | +47                     |
| 2000  | /8                      | 5                       | 5                       | 0                       | 0                       | 136                     | 102                     | +34                     |
| 2002  | /9                      | 6                       | 6                       | 0                       | 0                       | 183                     | 115                     | +68                     |
| 2004  | /8                      | 5                       | 4                       | 0                       | 1                       | 159                     | 118                     | +41                     |
| 2006  | /7                      | 5                       | 5                       | 0                       | 0                       | 177                     | 112                     | +65                     |
| 2008  | /8                      | 5                       | 5                       | 0                       | 0                       | 193                     | 116                     | +83                     |
| 2010  | /8                      | 6                       | 5                       | 1                       | 0                       | 169                     | 132                     | +37                     |
| 2012  | /10                     | 7                       | 7                       | 0                       | 0                       | 231                     | 140                     | +91                     |
| 2014  | /8                      | 6                       | 5                       | 0                       | 1                       | 190                     | 127                     | +63                     |
| 2016  | /8                      | 7                       | 7                       | 0                       | 0                       | 245                     | 124                     | +121                    |
| 2018  | /10                     | 7                       | 7                       | 0                       | 0                       | 240                     | 121                     | +119                    |
| 2021  | /11                     | 5                       | 5                       | 0                       | 0                       | 149                     | 96                      | +53                     |
| 2022  | /13                     | 6                       | 6                       | 0                       | 0                       | 185                     | 118                     | +67                     |
| 2024  | prochainement           | prochainement           | prochainement           | prochainement           | prochainement           | prochainement           | prochainement           | prochainement           |
| 2026  | qualifications en cours | qualifications en cours | qualifications en cours | qualifications en cours | qualifications en cours | qualifications en cours | qualifications en cours | qualifications en cours |

### Parcours auxJeux africains
| Année | Rang          | J             | G             | N             | P             | BP            | BC            | D             |
| ----- | ------------- | ------------- | ------------- | ------------- | ------------- | ------------- | ------------- | ------------- |
| 1978  | non qualifiée | non qualifiée | non qualifiée | non qualifiée | non qualifiée | non qualifiée | non qualifiée | non qualifiée |
| 1987  | non qualifiée | non qualifiée | non qualifiée | non qualifiée | non qualifiée | non qualifiée | non qualifiée | non qualifiée |
| 1991  | /6            | ??            | ??            | ??            | ??            | ??            | ??            | +??           |
| 1995  | /7            | ??            | ??            | ??            | ??            | ??            | ??            | +??           |
| 1999  | /7            | 4             | 4             | 0             | 0             | 125           | 75            | +50           |
| 2003  | /8            | 5             | 4             | 0             | 1             | 160           | 106           | +54           |
| 2007  | /8            | 5             | 5             | 0             | 0             | 166           | 121           | +45           |
| 2011  | /11           | 5             | 5             | 0             | 0             | 218           | 81            | +137          |
| 2015  | /11           | 5             | 5             | 0             | 0             | 173           | 98            | +75           |
| 2019  | /10           | 7             | 7             | 0             | 0             | 230           | 118           | +112          |
| 2023  | /8            | 5             | 5             | 0             | 0             | 188           | 75            | +113          |
| 2027  | prochainement | prochainement | prochainement | prochainement | prochainement | prochainement | prochainement | prochainement |

## Effectifs

### Effectif actuel
L'effectif de l'équipe Jeux olympiques de 2024 est :

### Effectifs antérieurs

#### Championnat d'Afrique 2021
L'effectif de l'équipe d'Angola championne d'Afrique 2021 est :
- Paulina Bazolau da Silva
- Teresa Almeida
- Helena de Sousa
- Stelvia de Jesus Pascoal
- Magda Cazanga
- Vilma Silva
- Natália Bernardo
- Dalva Peres
- Juliana Machado
- Carolina Morais
- Natália Kamalandua
- Wuta Dombaxe
- Azenaide Carlos
- Helena Paulo
- Isabel Guialo
- Marília Quizelete
- Albertina Kassoma
- Liliana Venâncio.

Entraîneur
- Filipe Cruz.

#### Jeux olympiques 2016
L'effectif de l'équipe d'Angola aux Jeux olympiques 2016 était :
- Neyde Barbosa
- Vilma Nenganga
- Juliana Machado
- Lurdes Monteiro
- Natália Bernardo
- Luísa Kiala
- Cristina Branco
- Azenaide Carlos
- Albertina Kassoma
- Wuta Dombaxe
- Magda Cazanga
- Liliana Venâncio
- Janete dos Santos
- Teresa Almeida
- Isabel Guialo.

Entraîneur
- Filipe Cruz.

## Anciennes joueuses
- Ilda Bengue
- Marcelina Kiala
- Justina Lopes Praça
- Acilene Sebastião

## Sélectionneurs
- Norberto Baptista : années 1980
- Beto Ferreira : années 1990
- Jerónimo Neto : plus ou moins 1997, 2000 et 2005-2008
- Pavel Djenev : années 2000
- Paulo Pereira (en) : 2009-2010
- Vivaldo Eduardo : 2010-2016
- Filipe Cruz : 2016
- Morten Soubak : 2017[5]-2021
- Filipe Cruz : mars 2021[6]-2024
- Carlos Viver Arza : depuis 2024

## Galerie

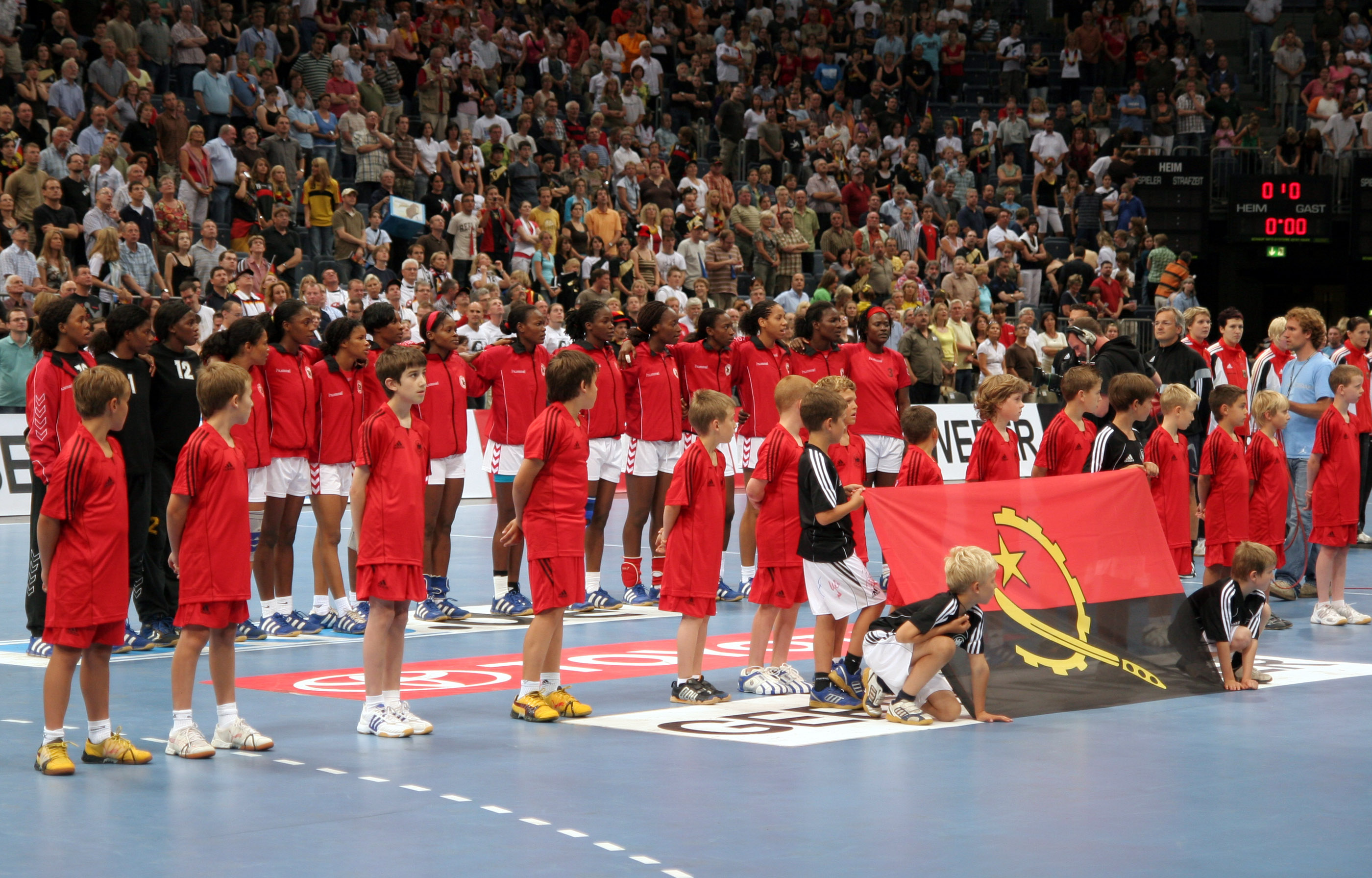
En 2008 avant un match contre l'Allemagne
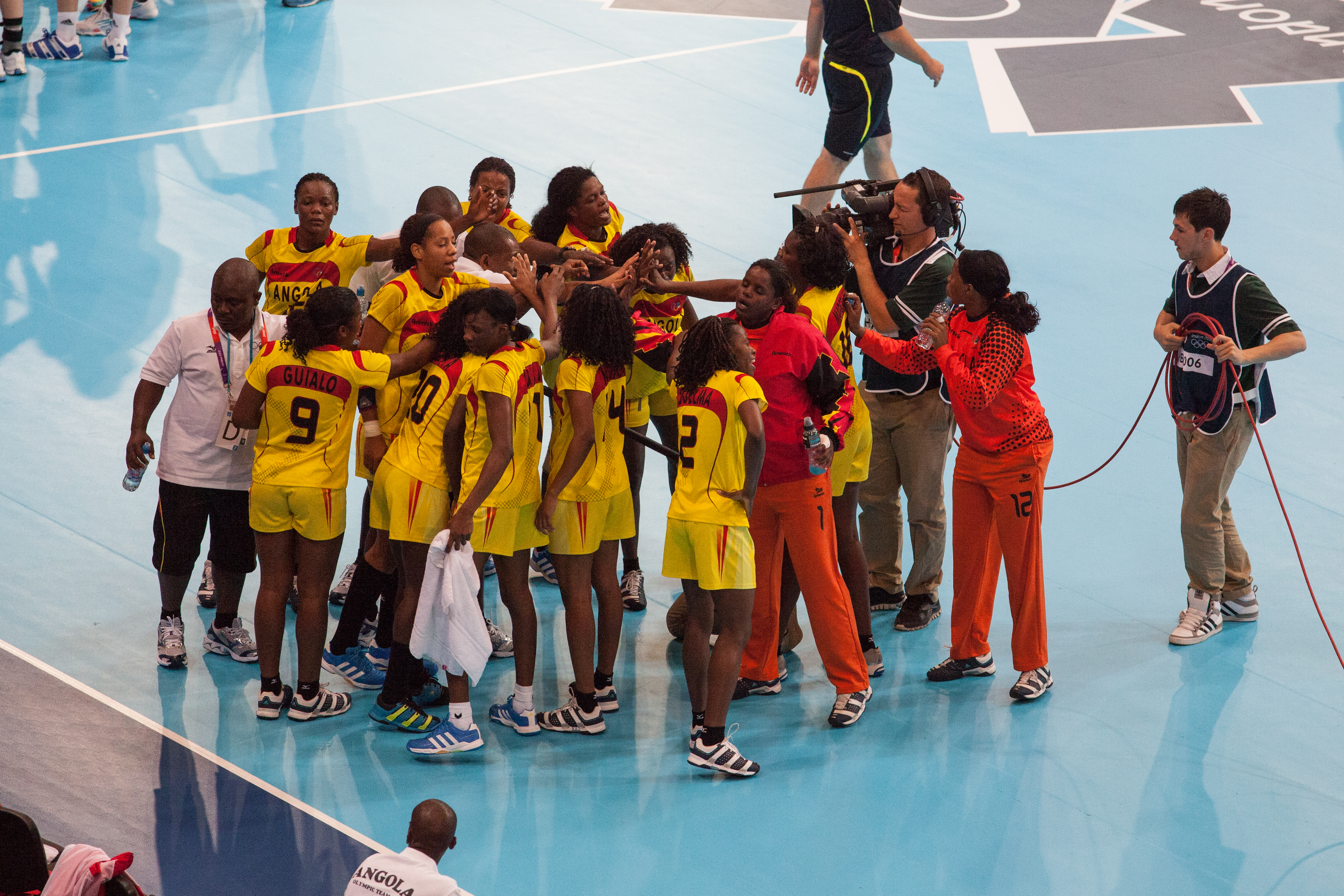
Aux Jeux olympiques 2012
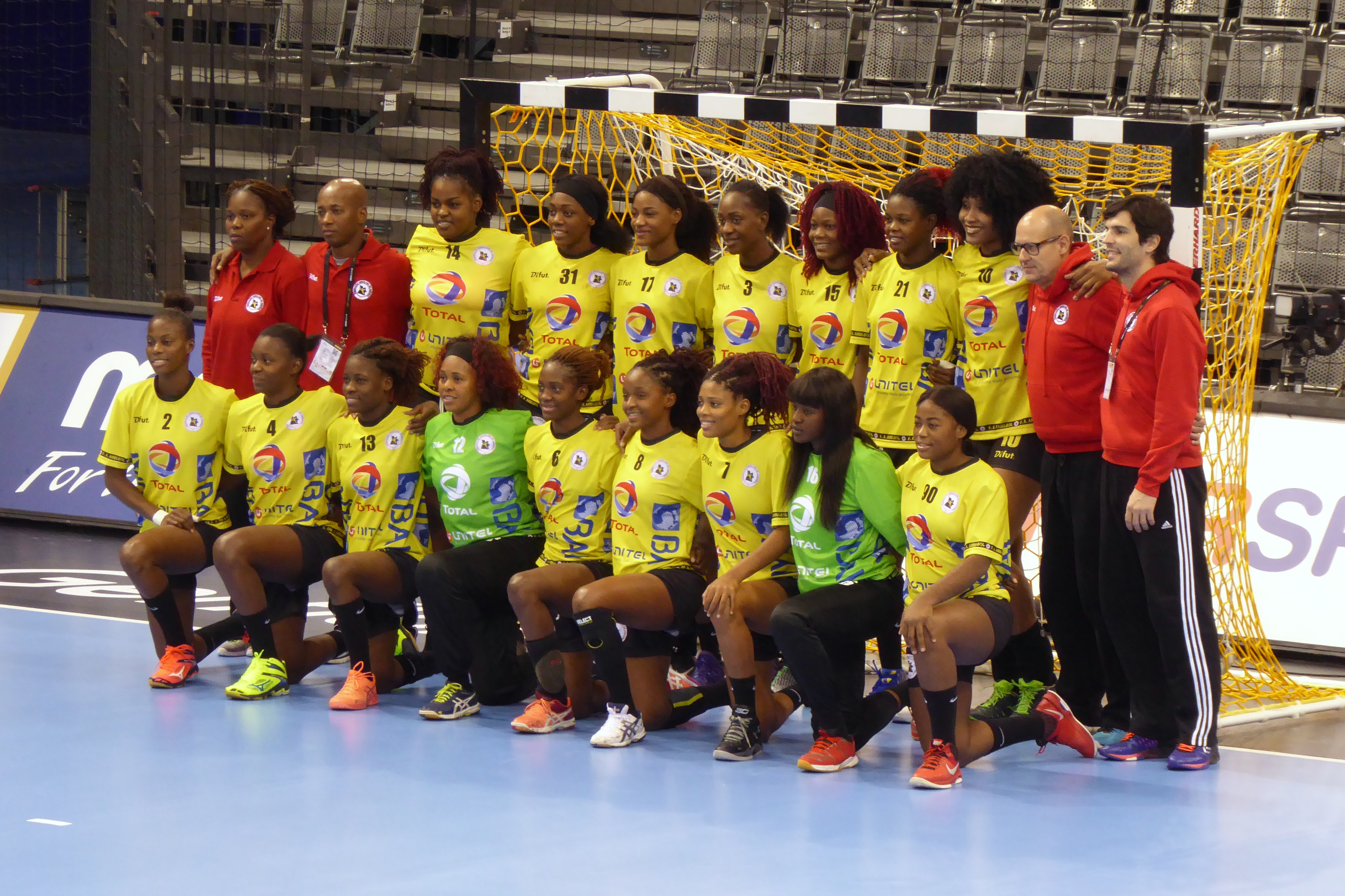
Au Championnat du monde 2017